# Programma cinese di esplorazione della Luna

Il logo del Programma cinese di esplorazione della Luna.

Il Programma cinese di esplorazione della Luna (中國探月T, 中国探月S, Zhōngguó TànyuèP, indicato in inglese come Chinese Lunar Exploration Program, CLEP) e noto anche come Programma Chang'e è un progetto sviluppato dall'Agenzia spaziale cinese (CNSA) per l'esplorazione della Luna. Il programma prevede una serie di orbiter lunari, lander, rover e missioni per la raccolta di campioni dalla superficie della Luna, lanciate a bordo di vettori Lunga Marcia.
Chang'e 1 è stata la prima missione lunare cinese, lanciata nel 2007 nell'ambito del programma. Nel 2010 è stata seguita dalla missione Chang'e 2. Entrambe sono entrate in orbita attorno alla Luna. Nel 2013 sono state seguite dal lander Chang'e 3, atterrato nel Sinus Iridum il 14 dicembre. Il 2 gennaio 2019 è allunato con successo nel cratere Von Kármán il lander della missione Chang'e 4. Nel 2020 è stata avviata la missione Chang'e 5, conclusasi con la raccolta e con il ritorno sulla Terra di campioni della superficie lunare.
Il logo ufficiale del Programma raffigura una luna piena con due impronte umane al centro e richiama il carattere cinese 月 che identifica la Luna, a sottintendere che l'obiettivo ultimo è aprire la strada per una missione umana sulla Luna. In una prima versione interna era di colore rosso a richiamare il colore della bandiera cinese e sottolineare l'unità del suo popolo. Una tale missione potrebbe aver luogo tra il 2025 e il 2030.

## Fase I: missioni orbitali
Il Programma cinese di esplorazione della Luna è suddiviso in tre fasi principali; ogni missione svolge anche il ruolo di dimostratore tecnologico per le successive.
La prima fase ha previsto il lancio di due orbiter lunari e può essere considerata conclusa.
La missione Chang'e 1 è stata lanciata il 24 ottobre 2007 a bordo di un razzo Lunga Marcia 3A. Il 5 novembre è entrata in orbita attorno alla Luna, dove è rimasta fino al 1º marzo 2009, quando la sonda è stata fatta precipitare intenzionalmente. La sonda ha eseguito una mappa mineralogica della superficie lunare, pubblicata nel 2008, anche allo scopo di valutare potenziali risorse.
La missione Chang'e 2 è stata lanciata il 1º ottobre 2010 a bordo di un razzo Lunga Marcia 3C. Ha raggiunto la Luna in 5 giorni ed ha eseguito una nuova mappa della superficie ad una risoluzione maggiore rispetto alla sonda precedente. Allo scopo di eseguire una prova di navigazione e controllo, l'8 giugno 2011 la sonda è stata diretta verso il punto L2 del sistema Terra-Sole. Un'ulteriore prova di navigazione è stato il sorvolo ravvicinato dell'asteroide 4179 Toutatis, raggiunto il 13 dicembre 2012.

## Fase II: atterraggio morbido/rover
La seconda fase è in corso; include missioni che eseguano un atterraggio morbido sulla Luna ed abbiano una parziale mobilità in prossimità del sito d'allunaggio offerta da rover di medie dimensioni.
La prima missione appartenente a questa fase è stata Chang'e 3, lanciata il 2 dicembre 2013 a bordo di un razzo Lunga Marcia 3B e atterrata nel Sinus Iridum il 14 dicembre dello stesso anno. Il lander trasportava il rover Yutu di 140 kg di peso, progettato per esplorare un'area di 3 km² durante una durata prevista di tre mesi. Il lander avrebbe dovuto eseguire osservazioni astronomiche, ma problemi meccanici hanno determinato un successo solo parziale.
La missione è stata seguita da Chang'e 4, programmata originariamente per il 2015 e realizzata con materiale di back-up per Chang'e 3. Tuttavia, la programmazione del lancio è stata rimandata alla fine del 2018, allo scopo di eseguire esperimenti sulla tecnologia necessaria alle missioni della fase III.. L'atterraggio del lander sul lato oscuro della luna è avvenuto il 3 gennaio 2019.

## Fase III: recupero di campioni lunari
La fase finale del Programma prevede alcune missioni per la raccolta di campioni dalla superficie della Luna ed il loro trasporto sulla Terra.
La prima missione di questo tipo è stata lanciata il 23 novembre 2020 a bordo di un razzo Lunga Marcia 5 come Chang'e 5. La missione ha visto raccogliere e riportare sulla Terra 2 kg di campioni lunari. Una seconda missione denominata Chang'e 6 dovrebbe seguire con analoghi obiettivi.
Chang'e 5 è stata preceduta nell'ottobre del 2014 dalla missione sperimentale Chang'e 5-T1, utilizzata per testare la tecnologia per il rientro atmosferico.

## Fase IV: Studio delle regioni polari
La quarta fase del programma lunare cinese mira a studiare la regione del bacino Polo Sud-Aitken nei pressi del polo sud e nella faccia nascosta della Luna, dove il Sole quasi perenne sopra l'orizzonte può favorire l'invio di una spedizione umana. Le due missioni previste sono praticamente identiche e comprendono un rover e un orbiter. Chang'e 6, il cui lancio è previsto per il 2024 o 2025, riporterà anche campioni a Terra da quella zona, mentre la missione successiva Chang'e 7 dovrebbe comprendere anche una piccola sonda in grado di muoversi saltellando sulla superficie lunare. I 3 elementi della missione in superficie, lander, rover e il veicolo saltellante, saranno dotati di pannelli solari verticali per ottimizzare la raccolta dei raggi solari tenendo conto dell'illuminazione radente nei pressi del polo sud.
Chang'e 8 il cui lancio è previsto per il 2028, verificherà lo sviluppo delle risorse in situ e le tecnologie per utilizzarle. Potrebbe includere un lander, un rover e un rilevatore di volo, nonché un esperimento di stampa 3D per l'utilizzo di risorse in situ e per testare la costruzione di una struttura. Trasporterà anche un piccolo veicolo sigillato per un esperimento sull'ecosistema.Verrà inoltre testata la tecnologia necessaria per la costruzione di una base scientifica lunare.

## Lista delle missioni del programma Chang'e
| Missione     | Data di lancio   | Vettore         | Tipo di missione                 | Stato                                                                                       |
| ------------ | ---------------- | --------------- | -------------------------------- | ------------------------------------------------------------------------------------------- |
| Chang'e 1    | 24 ottobre 2007  | Lunga Marcia 3A | Orbiter lunare                   | Missione terminata a marzo 2009                                                             |
| Chang'e 2    | 1º ottobre 2010  | Lunga Marcia 3C | Orbiter lunare                   | Missione posta in stato di sospensione dopo il sorvolo dell'asteroide 4179 Toutatis         |
| Chang'e 3    | 1º dicembre 2013 | Lunga Marcia 3B | Lander con rover (Yutu)          | Il rover è stato operativo sino a marzo 2015, il lander era operativo sino a settembre 2020 |
| Chang'e 5-T1 | 23 ottobre 2014  | Lunga Marcia 3C | Dimostrazione tecnologica        | Validazione dei sistemi utilizzati per la missione di restituzione del campione.lunare      |
| Chang'e 4    | 7 dicembre 2018  | Lunga Marcia 3B | Lander con rover (Yutu 2)        | Primo atterraggio sul lato nascosto della luna                                              |
| Chang'e 5    | 23 novembre 2020 | Lunga Marcia 5  | Missione di ritorno del campione | Trasporto sulla Terra di 1781 grammi di suolo lunare.                                       |
| Chang'e 6    | 2024             | Lunga Marcia 5  | Missione di ritorno del campione | Trasporto di campioni di suolo lunare recuperati dal bacino Polo Sud-Aitken                 |
| Chang'e 7    | 2026             | Lunga Marcia 5  | Lander con rover                 | Sudio delle risorse idriche nelle regioni polari                                            |
| Chang'e 8    | 2028             | Lunga Marcia 5  | Lander con rover                 | Studio delle risorse idriche nelle regioni polari                                           |

## Missioni con equipaggio e base lunare
La Cina si è prefissata di effettuare una missione con equipaggio sulla Luna entro il 2030. Per tale missione è in fase di progetto il lanciatore super pesante Lunga Marcia 9, in grado di portare verso la Luna 53 tonnellate di carico. Per l'equipaggio è già in fase di sviluppo la capsula di nuova generazione, in grado di trasportare sei astronauti, oppure tre astronauti e 500 kg di carico utile. Questo nuovo modulo abitato è già stato testato senza equipaggio nel 2020 e inizialmente sostituirà la navicella Shenzhou per le missioni verso la stazione spaziale Tiangong.
Successivamente ed entro il 2050 nel programma lunare cinese è prevista la costruzione di una base lunare permanente. Nel 2021 Cina e Russia hanno annunciato il progetto International Lunar Research Station (ILS), invitando altri Paesi o enti a unirsi a loro, in alternativa al programma Artemis della NASA. Nel 2023 hanno aderito al progetto Pakistan, Emirati Arabi Uniti e Venezuela.